# Mycoplasmataceae
A Mycoplasmataceae a baktériumok Mollicutes osztályába tartozó Mycoplasmatales rendjének egyetlen családja. A Mycoplasma és Ureaplasma nemzetségek tartoznak ide.

## Mycoplasma, Ureaplasma
Legkisebb baktériumok, 0,3-0,8 mikrométer az átmérőjük. Tenyészetben tükörtojás formájú telepeket képeznek. Citoplazmájukat 3 rétegű membrán veszi körül, Gram szerint nem festődnek. Osztódás után a leánysejtek gyakran nem válnak szét, így gombafonálhoz hasonló alakot vehetnek fel.
Ellenálló képességük kicsi, a legtöbb dezinficiálószer elpusztítja. Tápanyagigényük nagy.
M. pneumonia: atípusos pneumóniát okoz, csillószőrös hengerhámhoz tapadva a csillók mozgását gátolja, így száraz köhögést okoz. Terápia: erytromicin.
M. hominis: nőkben szülés után lázat és kismedencei gyulladást okoz.
Ureaplasma urealyticum: szexuális úton terjed, nem gonorrhoeás eredetű urethritist (=NGU) okoz.

## Fordítás
- Ez a szócikk részben vagy egészben a Mycoplasmataceae című angol Wikipédia-szócikk ezen változatának fordításán alapul.  Az eredeti cikk szerkesztőit annak laptörténete sorolja fel. Ez a jelzés csupán a megfogalmazás eredetét és a szerzői jogokat jelzi, nem szolgál a cikkben szereplő információk forrásmegjelöléseként.